# 季永同
季永同，地方教会同工，苏嘴、南京地方教会长老。  
季永同出生于江苏省淮安市苏嘴镇，早年毕业于金陵神学院，是美南长老会的传道人。1928年初，他和吴微、邱日鉴在上海哈同路文德里参加倪柝声的得胜聚会。他回到家乡淮安后，带领淮安北乡的苏嘴、马堡、朱口、葛庄、章洼等十一处聚会脱离美南长老会，成立当地地方教会（又名基督徒聚会处）。他们也是苏北地方教会的负责同工。
后来季永同移居南京，成为南京地方教会长老。1949年，季永同参加了第二期鼓岭训练。
1951年，南京地方教会（祠堂巷聚会处）与杨绍唐主持的黄泥岗教会一同受到控诉运动的冲击，雷智伯，季永同、丁荣施、马宗符四位长老被控“一贯散播反动谣言”，“把持教会，压迫妇女，不许男女教徒在一起谈天，女人说话要蒙头”。

## 反對三自運動
1955年5月22日，季永同发出200多份「意见书」，要求南京地方教会退出三自，批评亲三自的长老雷智伯而被捕。

## 家庭
季永同之子季剑虹，于2002年至2008年曾任中国基督教三自爱国运动委员会主席。